# Isla Corazón de Jesús
Isla Corazón de Jesús (conocida por los indígenas como Akuanusadup que significa "Isla de la Piedra Mágica") es una isla del Mar Caribe, que pertenece al país centroamericano de Panamá y que administrativamente hace parte de la Comarca indígena de Kuna Yala y que geográficamente hace parte del Archipiélago de San Blas, en las coordenadas geográficas 09°27′N 78°35′O / 9.450, -78.583 al este del territorio panameño. Posee una población de 600 personas, no debe confundirse con la localidad panameña de Corazón de Jesús.